# Tudeils
Tudeils est une commune française située dans le département de la Corrèze en région Nouvelle-Aquitaine.

## Géographie
Tudeils est bordée à l'est par la Ménoire, un affluent de la Dordogne.

### Communes limitrophes
Les communes limitrophes sont  Chenailler-Mascheix, Lostanges, Marcillac-la-Croze, Nonards et Puy-d'Arnac.

### Climat
Pour des articles plus généraux, voir Climat de la Nouvelle-Aquitaine et Climat de la Corrèze.
Historiquement, la commune est exposée à un climat montagnard.
En 2020, Météo-France publie une typologie des climats de la France métropolitaine dans laquelle la commune est exposée à un climat de montagne et est dans la région climatique  Ouest et nord-ouest du Massif Central, caractérisée par une pluviométrie annuelle de 900 à 1 500 mm, maximale en automne et en hiver.
Pour la période 1971-2000, la température annuelle moyenne est de 11,9 °C, avec  une amplitude thermique annuelle de 15,6 °C. Le cumul annuel moyen de précipitations est de 1 228 mm, avec 12,7 jours de précipitations en janvier et 7,5 jours en juillet. Pour la période 1991-2020, la température moyenne annuelle observée sur la station météorologique la plus proche, située sur la commune d'Argentat-sur-Dordogne à 12 km à vol d'oiseau, est de 12,7 °C et le cumul annuel moyen de précipitations est de 1 145,5 mm,. Pour l'avenir, les paramètres climatiques de la commune estimés pour 2050 selon différents scénarios d’émission de gaz à effet de serre sont consultables sur un site dédié publié par Météo-France en novembre 2022.

## Urbanisme

### Typologie
Au 1er janvier 2024, Tudeils est catégorisée commune rurale à habitat très dispersé, selon la nouvelle grille communale de densité à 7 niveaux définie par l'Insee en 2022.
Elle est située hors unité urbaine et hors attraction des villes,.

### Occupation des sols
L'occupation des sols de la commune, telle qu'elle ressort de la base de données européenne d’occupation biophysique des sols Corine Land Cover (CLC), est marquée par l'importance des territoires agricoles (54,7 % en 2018), une proportion sensiblement équivalente à celle de 1990 (54,5 %). La répartition détaillée en 2018 est la suivante : 
forêts (45,3 %), prairies (27,4 %), zones agricoles hétérogènes (27,3 %).
L'évolution de l’occupation des sols de la commune et de ses infrastructures peut être observée sur les différentes représentations cartographiques du territoire : la carte de Cassini (XVIIIe siècle), la carte d'état-major (1820-1866) et les cartes ou photos aériennes de l'IGN pour la période actuelle (1950 à aujourd'hui).

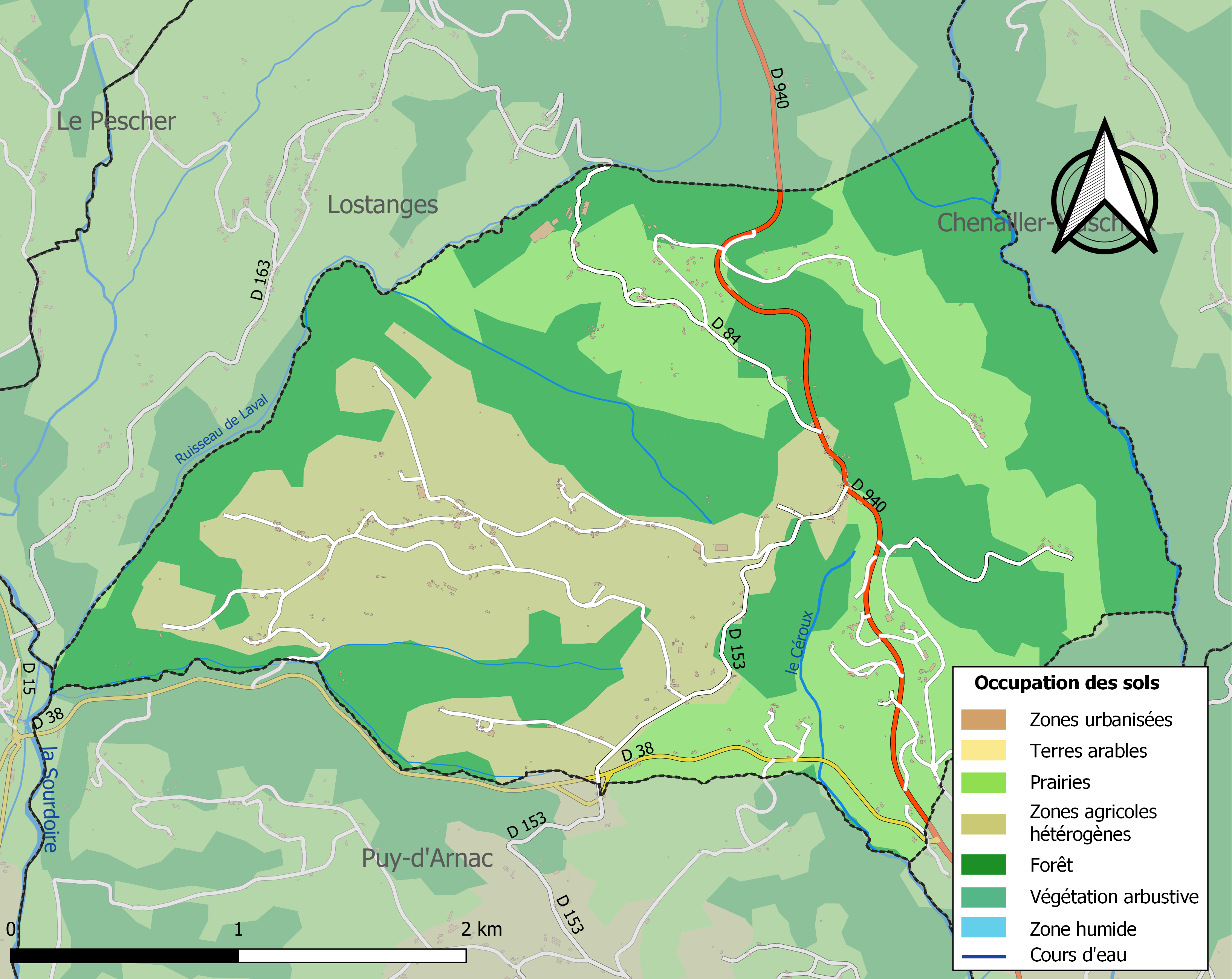
Carte des infrastructures et de l'occupation des sols de la commune en 2018 (CLC).

### Risques majeurs
Le territoire de la commune de Tudeils est vulnérable à différents aléas naturels : météorologiques (tempête, orage, neige, grand froid, canicule ou sécheresse), inondations, feux de forêts, mouvements de terrains et séisme (sismicité très faible). Il est également exposé à un risque particulier : le risque de radon. Un site publié par le BRGM permet d'évaluer simplement et rapidement les risques d'un bien localisé soit par son adresse soit par le numéro de sa parcelle.

#### Risques naturels
Certaines parties du territoire communal sont susceptibles d’être affectées par le risque d’inondation par débordement de cours d'eau, notamment la Ménoire et la Sourdoire,.

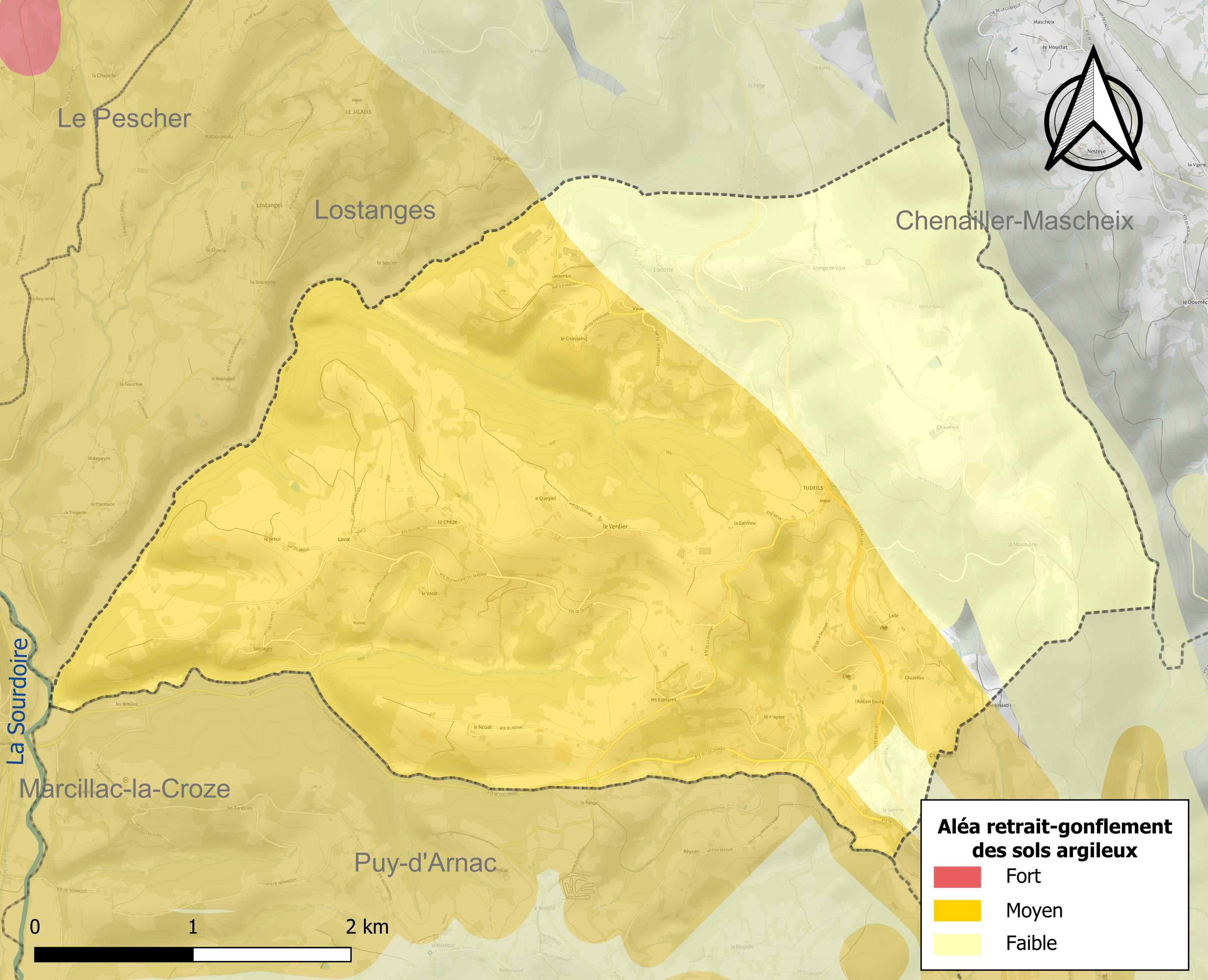
Carte des zones d'aléa retrait-gonflement des sols argileux de Tudeils.

La commune est vulnérable au risque de mouvements de terrains constitué principalement du retrait-gonflement des sols argileux. Cet aléa est susceptible d'engendrer des dommages importants aux bâtiments en cas d’alternance de périodes de sécheresse et de pluie. 67 % de la superficie communale est en aléa moyen ou fort (26,8 % au niveau départemental et 48,5 % au niveau national). Sur les 176 bâtiments dénombrés sur la commune en 2019, 133 sont en aléa moyen ou fort, soit 76 %, à comparer aux 36 % au niveau départemental et 54 % au niveau national. Une cartographie de l'exposition du territoire national au retrait gonflement des sols argileux est disponible sur le site du BRGM,.
Concernant les feux de forêt, aucun plan de prévention des risques incendie de forêt (PPRIF) n’a été établi en Corrèze, néanmoins le code de l’urbanisme impose la prise en compte des risques dans les documents d’urbanisme. Le périmètre des servitudes d'utilité publique et des zones d'obligation légale de débroussaillement pour les particuliers est quant à lui défini pour la commune dans une carte dédiée.

#### Risque particulier
Dans plusieurs parties du territoire national, le radon, accumulé dans certains logements ou autres locaux, peut constituer une source significative d’exposition de la population aux rayonnements ionisants. Certaines communes du département sont concernées par le risque radon à un niveau plus ou moins élevé. Selon la classification de 2018, la commune de Tudeils est classée en zone 3, à savoir zone à potentiel radon significatif.

## Histoire
Jusqu'au XIXe siècle le bourg de Tudeils était constitué du château, de l'église, du presbytère et du cimetière, le tout groupé au fond d'un vallon près de la route de Beaulieu à Tulle. Cette promiscuité ne fut pas sans problème. Tudeils a eu trois églises et autant de cimetières. Vers la fin du XIXe le cœur du bourg se déplaça sur le haut du vallon.
C'est en 859 que le nom de Tudel est cité pour la première fois par l'abbé fondateur de l'abbaye de Beaulieu qui supplie l'évêque de Limoges de lui accorder la jouissance de l'église du lieu dédié à saint Martin.
La paroisse a appartenu aux temps carolingiens à la vicairie d’Asnac où les comtes de Quercy possédaient des biens qu'ils donnèrent en partie à l'abbaye de Beaulieu. Elle est rattachée à la vicomté de Turenne (plusieurs hommages en 1470, 1519), mais ce sont les seigneurs de Tudeils qui ont la haute justice, c'est-à-dire la justice à tous les degrés avec des droits honorifiques comme le droit de nommer le curé (présenté par l'abbé de Beaulieu), le droit de banc, de tombeau, etc.
Au Moyen Âge, plusieurs familles s'intitulent seigneurs de Tudeils :
- en 1190 et 1204, Etienne de Tudeils, en 1415 Bertrand de Tudeils puis son fils Jean dont la seule fille Anne de Tudeils s'allie avec François d'Antissac au XVIe siècle, période de la construction du château actuel ;
- par différentes alliances, le château passe à la famille Green de Saint-Marsaud, Henry, Charles ou Jean-Jacques, vicomtes du Verdier d'Eyburie en Limousin. Ce dernier vend en 1718 à la famille de Gimel ;
- en 1365, le puissant chevalier Ademar d'Aigrefeuille de Gramat s'intitule seigneur de Tudeils et Lafon ;
- en 1415 et 1427, les Pierre Aymar de Lostanges, père et fils, reconnaissent des biens à Tudeils, le Mas de la Coste, le Chassanh ou Chassaing, de même noble Hugues de Jean de Curemonte, fils de Pierre et petit-fils de Raymond en 1454.

## Politique et administration
| Période      | Période      | Identité               | Étiquette | Qualité                           |
| ------------ | ------------ | ---------------------- | --------- | --------------------------------- |
| mars 2001    | juillet 2020 | Marie-Thérèse Schuller |           | Retraitée de la fonction publique |
| juillet 2020 | En cours     | Michaël Schuller       |           | Cadre dans l'aéronautique         |

## Démographie
L'évolution du nombre d'habitants est connue à travers les recensements de la population effectués dans la commune depuis 1793. Pour les communes de moins de 10 000 habitants, une enquête de recensement portant sur toute la population est réalisée tous les cinq ans, les populations de référence des années intermédiaires étant quant à elles estimées par interpolation ou extrapolation. Pour la commune, le premier recensement exhaustif entrant dans le cadre du nouveau dispositif a été réalisé en 2006.

En 2022, la commune comptait 266 habitants, en évolution de +8,57 % par rapport à 2016 (Corrèze : −0,59 %, France hors Mayotte : +2,11 %).
| 1793 | 1800 | 1806 | 1821 | 1831 | 1836 | 1841 | 1846 | 1851 |
| ---- | ---- | ---- | ---- | ---- | ---- | ---- | ---- | ---- |
| 574  | 471  | 623  | 650  | 701  | 783  | 808  | 838  | 863  |

| 1856 | 1861 | 1866 | 1872 | 1876 | 1881 | 1886 | 1891 | 1896 |
| ---- | ---- | ---- | ---- | ---- | ---- | ---- | ---- | ---- |
| 772  | 760  | 750  | 754  | 772  | 761  | 701  | 654  | 621  |

| 1901 | 1906 | 1911 | 1921 | 1926 | 1931 | 1936 | 1946 | 1954 |
| ---- | ---- | ---- | ---- | ---- | ---- | ---- | ---- | ---- |
| 591  | 588  | 582  | 513  | 482  | 429  | 420  | 402  | 387  |

| 1962 | 1968 | 1975 | 1982 | 1990 | 1999 | 2006 | 2011 | 2016 |
| ---- | ---- | ---- | ---- | ---- | ---- | ---- | ---- | ---- |
| 372  | 347  | 317  | 277  | 263  | 225  | 240  | 249  | 245  |

| 2021 | 2022 | - | - | - | - | - | - | - |
| ---- | ---- | - | - | - | - | - | - | - |
| 258  | 266  | - | - | - | - | - | - | - |

## Lieux et monuments
- Église Saint-Martin-de-Tours de Tudeils
- Château de la Salvanie,
- Château de Lallé,
- Château de Lacoste, qui appartenait à la famille d'Audubert; sur certaines pierres de celui-ci sont sculptées les armes de cette famille.
- croix de chemin datant du XVe siècle.

## Personnalités liées à la commune
- Pierre de Gimel de Tudeils général de la Révolution et de l’Empire né à Tudeils.
- Le président de la République Raymond Poincaré passa dans la commune le 3 septembre 1913.

## Héraldique
| Blason de Tudeils | Blason  | D'or au chevron de gueules, accompagné en pointe d'un cygne d'argent, au chef d'azur à trois étoiles d'argent. |
| Blason de Tudeils | Détails | Armes des Audubert. Voté par le conseil municipal le 27 juin 1987.                                             |